# Charleston (South Carolina)
Charleston (ursprünglich Charles Town) ist eine Hafenstadt im US-Bundesstaat South Carolina, Verwaltungssitz des Charleston County sowie Sitz des römisch-katholischen Bistums Charleston und wurde zu Ehren des englischen Königs Charles II. benannt. Das U.S. Census Bureau hat bei der Volkszählung 2020 eine Einwohnerzahl von 150.227 ermittelt. Charleston ist die größte Stadt der Metropolregion Charleston–North Charleston mit 799.636 Einwohnern (Stand: 2020).
Lange Zeit war sie Metropole der Südstaaten, Drehscheibe des Sklavenhandels der britischen Kolonien und bis 1788 Hauptstadt von South Carolina. Da die Stadt in der Zeit der Industrialisierung wirtschaftlich zurückblieb, konnte sich ein geschlossenes Stadtbild aus dem 18. und frühen 19. Jahrhundert erhalten, das heute viele Touristen anzieht. Die Stadt gilt – ähnlich wie das zwei Autostunden südwestlich gelegene Savannah (Georgia) – als eine der schönsten historischen Städte der USA.

## Geographie

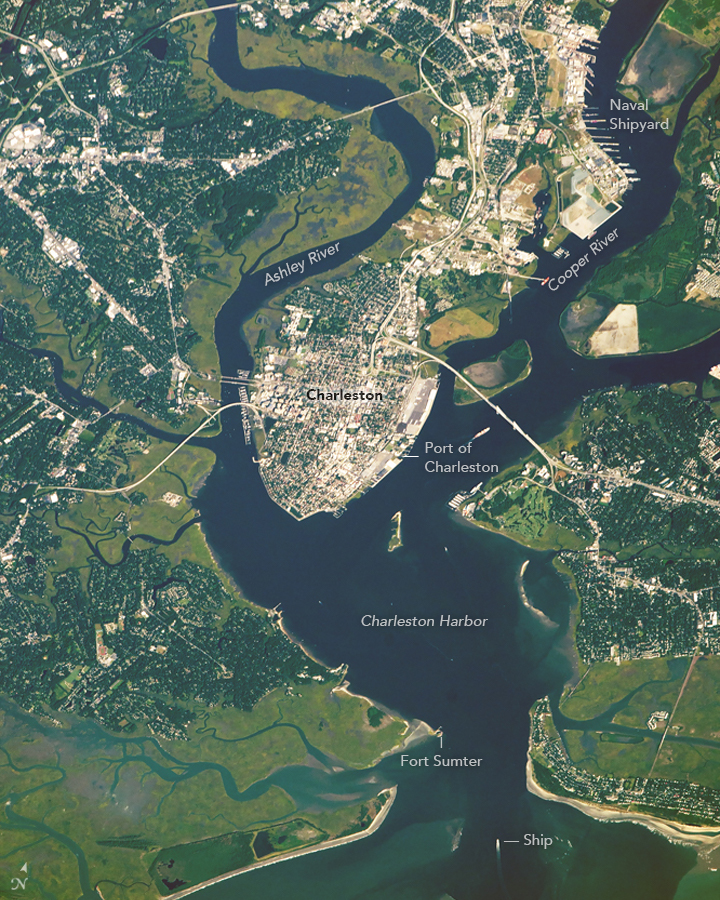
Charleston mit dem Charleston Harbor

Charleston entstand auf einer Halbinsel im Bereich des Zusammenflusses von Ashley River und Cooper River. Beide Flüsse bilden dort einen breiten Mündungstrichter, der im Südosten in den Atlantik übergeht. Diese Bucht bot den idealen, da geschützten Standort für einen natürlichen Hafen, den Charleston Harbor.

## Geschichte
Die Stadt wurde 1670 gegründet und nach dem englischen König Karl II. Charles Town benannt. Die Bebauung wurde vom Hafen und der Battery aus als Planstadt im Schachbrettmuster angelegt. Sie war 1690 mit 1200 Einwohnern die fünftgrößte Stadt in Nordamerika und Drehscheibe des Sklavenhandels der britischen Kolonien über die Middle Passage. Die Royal African Company hielt lange das Monopol, bis in der ersten Hälfte des 18. Jahrhunderts der aus London stammende Sklavenhändler Joseph Wragg dieses brach und in großem Stil Sklaven importierte. Charleston wurde im Laufe des 18. Jahrhunderts zum wichtigsten Zielhafen des atlantischen Sklavenhandels und zum umsatzstärksten Sklavenmarkt auf dem nordamerikanischen Festland. In Hafenstädten wie Charleston und Savannah wurden Sklaven in großer Zahl auch im Handwerk und im Transportwesen eingesetzt. Über den Hafen wurden vor allem Indigo und Reis verschifft, die auf den großen Plantagen im Südteil der Provinz Carolina angebaut wurden. Frachtschiffe wurden oft Opfer der Piraterie in der Karibik.
Nach dem Amerikanischen Unabhängigkeitskrieg bekam die Stadt 1783 ihren heutigen Namen. 1776 hatte das Charleston vorgelagerte Fort Moultrie auf Sullivan’s Island im Unabhängigkeitskrieg den Briten widerstanden. Im April 1780 belagerten und bombardierten die Briten unter General Henry Clinton mit etwa 14.000 Mann und 90 Schiffen die kaum befestigte Stadt. Die aufständischen Kolonisten mit nur etwa 5.500 Mann unter General Benjamin Lincoln mussten sich am 12. Mai ergeben. Die Briten hielten Charleston für eineinhalb Jahre als zweiten Hauptstützpunkt (neben New York City), bis der amerikanische General Nathanael Greene einen Belagerungsring um die Stadt legte und die englische Flotte sich im Dezember 1782 mangels Nachschub und Nahrungsmitteln zurückziehen musste.

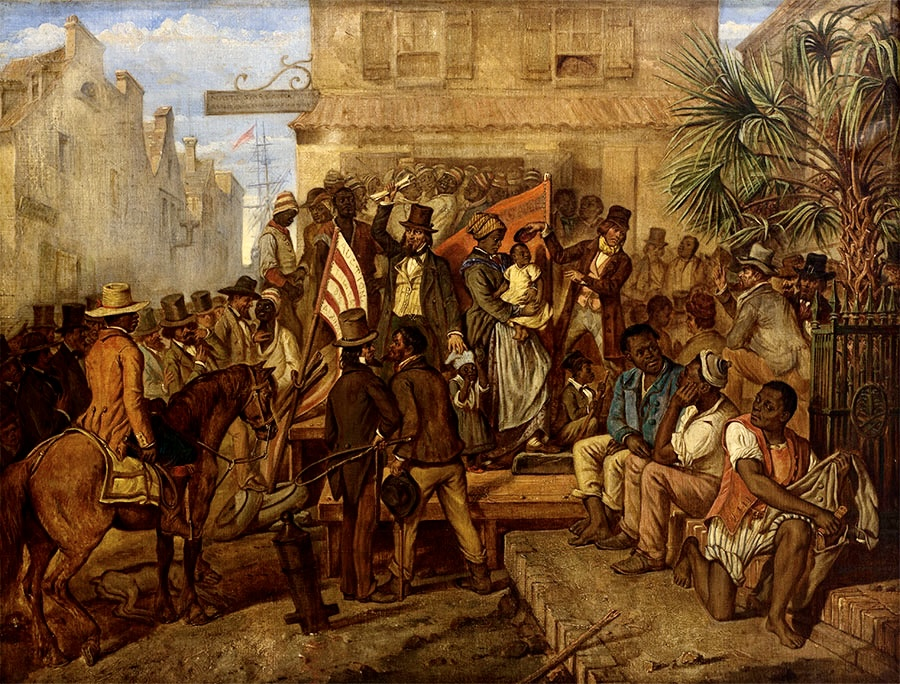
Alonzo J. White verkaufte 1853 Sklaven in Charleston

Der Import von Sklaven aus Afrika war in den USA seit 1808 illegal, doch erreichten noch bis Mitte des Jahrhunderts Schmuggelschiffe den Hafen. Dieser blieb vor allem ein Umschlagspunkt für den inneramerikanischen Sklavenhandel, als vor dem Bürgerkrieg mehr als eine Million Sklaven aus mittleren Südstaaten wie Virginia und North Carolina in den Deep South verschifft wurden, wo große Baumwollplantagen entstanden. Daher war South Carolina nach der Wahl des Sklavereigegners Abraham Lincoln zum Präsidenten der erste Staat, der am 20. Dezember 1860 seinen Austritt aus den Vereinigten Staaten erklärte. Die State Militia übernahm Castle Pinckney von der Armee und feuerte auf das Marineschiff Star of the West, als es in den Hafen einlaufen wollte. Mit dem Beschuss des im Hafen von Port Charleston befindlichen Fort Sumter durch Konföderierte am 12. April 1861 begannen die Kampfhandlungen des Amerikanischen Bürgerkriegs. Der Handelshafen war jahrelang weitgehend blockiert. Am 17. Februar 1864 versenkte das handgetriebene U-Boot H. L. Hunley das Kriegsschiff Housatonic der Nordstaaten (fünf Tote); es gilt als erstes U-Boot der Welt, das ein anderes Schiff zerstört hat. Auftrag der Hunley war die Brechung der Blockade des Hafens Charleston durch die Nordstaaten.

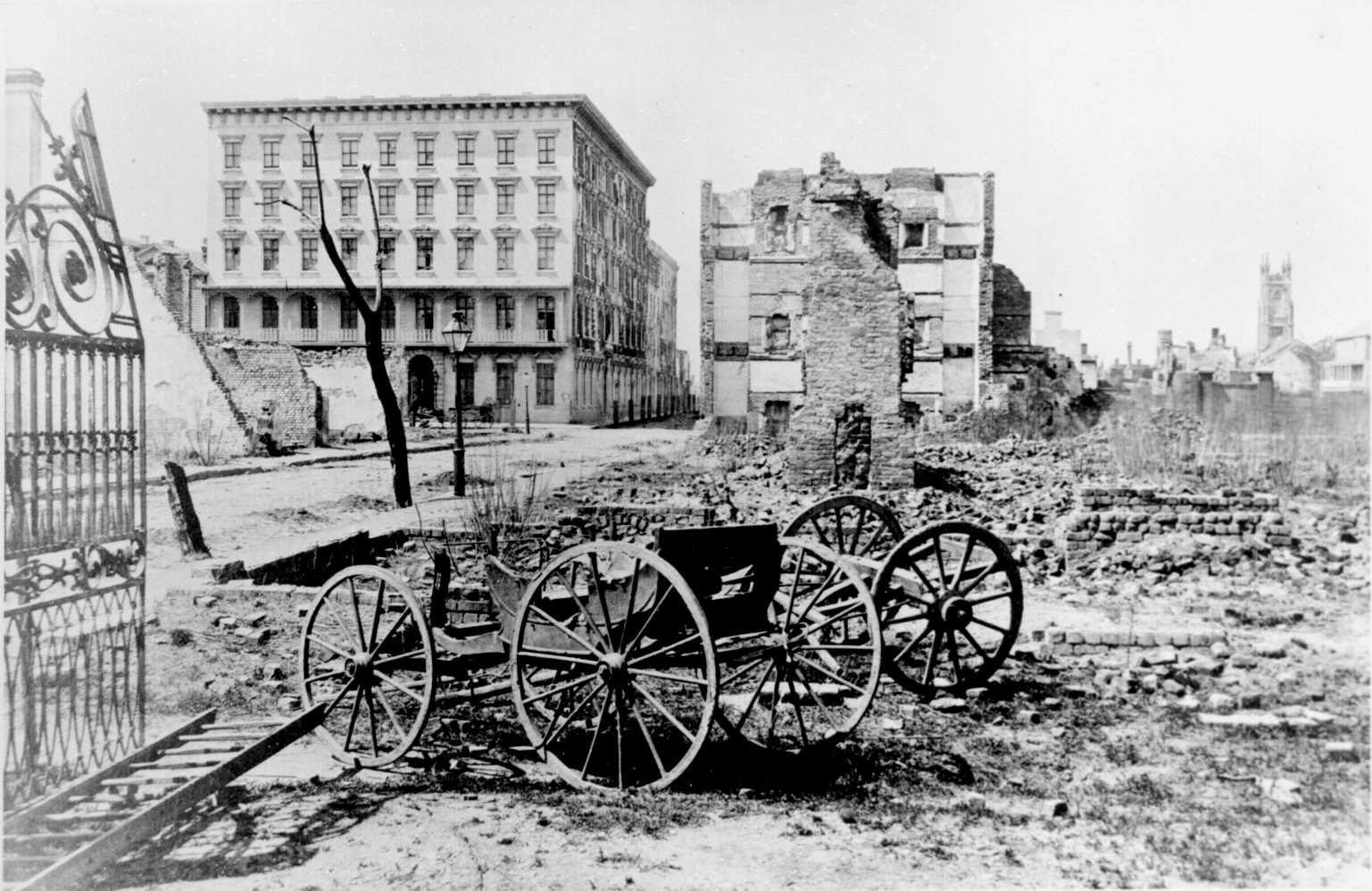
Charleston in Ruinen im letzten Kriegsjahr 1865

Im Dezember 1861 brannte eine Teilfläche der Stadt von 200 ha nieder. Schiffe der Union bombardierten sie mehrfach. Nach der Invasion des Staates durch General William T. Sherman evakuierten die Konföderierten die Stadt am 17. Februar 1865, wobei sie Lagerhäuser und andere Infrastruktur zerstörten. In der Phase der Reconstruction wuchs die schwarze Bevölkerung von 17.000 auf 27.000 Personen an, als befreite Sklaven vom Land in die Stadt zogen.
Viele Gebäude der Stadt wurden beim Charleston-Erdbeben von 1886 zerstört, aber in den vier darauf folgenden Jahren von ihren Einwohnern wieder aufgebaut. Dennoch haben, insbesondere in den Straßenzügen um die Battery, King Street, Meeting Street und Church Street, zahlreiche vor- und nachrevolutionäre Häuser des 18. und frühen 19. Jahrhunderts überdauert. Sie wurden von wohlhabenden Kaufleuten und Handwerksmeistern bewohnt und sind im eleganten Georgianischen Kolonialstil gestaltet, in seiner „Southern Colonial“ genannten Ausprägung. Manche sind – wie die Gebäude des 18. Jahrhunderts in Annapolis, Philadelphia oder Boston – aus Backstein gebaut, die meisten jedoch im milden Klima Charlestons aus Holz, mit den für die Südstaaten typischen loggiaartigen Verandas und Balkonen. Charleston gilt heute als ein Architektur-Juwel der Südstaaten, da auch eine große Anzahl von Gebäuden im Greek-Revival-Stil der Antebellum-Architektur des 19. Jahrhunderts erhalten geblieben ist, ähnlich wie in Natchez (Mississippi); die beiden Städte wurden als „die zivilisierten Buchstützen des ganzen Deep South“ bezeichnet. Auch die in der zweiten Hälfte des 19. Jahrhunderts nördlich der ursprünglichen Ansiedlung entstandenen Stadtteile sind in ihrer historischen Bausubstanz weitgehend intakt.
Der in den 1920er Jahren populär gewordene Tanz Charleston ist nach der Stadt benannt. Die 1935 uraufgeführte Oper Porgy and Bess von George Gershwin schildert das Leben von Afroamerikanern in der Schwarzensiedlung Catfish Row in Charleston um 1870.

Bei einem Anschlag am 17. Juni 2015 erschoss in Charleston ein bewaffneter Weißer in der Emanuel African Methodist Episcopal Church neun Afroamerikaner und verletzte weitere neun.

### Einwohnerentwicklung
| Jahr | Einwohner¹ |
| ---- | ---------- |
| 1770 | 010.863    |
| 1800 | 018.824    |
| 1900 | 055.807    |
| 1950 | 070.174    |
| 1980 | 069.779    |
| 1990 | 080.414    |
| 2000 | 100.459    |
| 2010 | 120.209    |
| 2016 | 134.385    |
| 2020 | 150.227    |

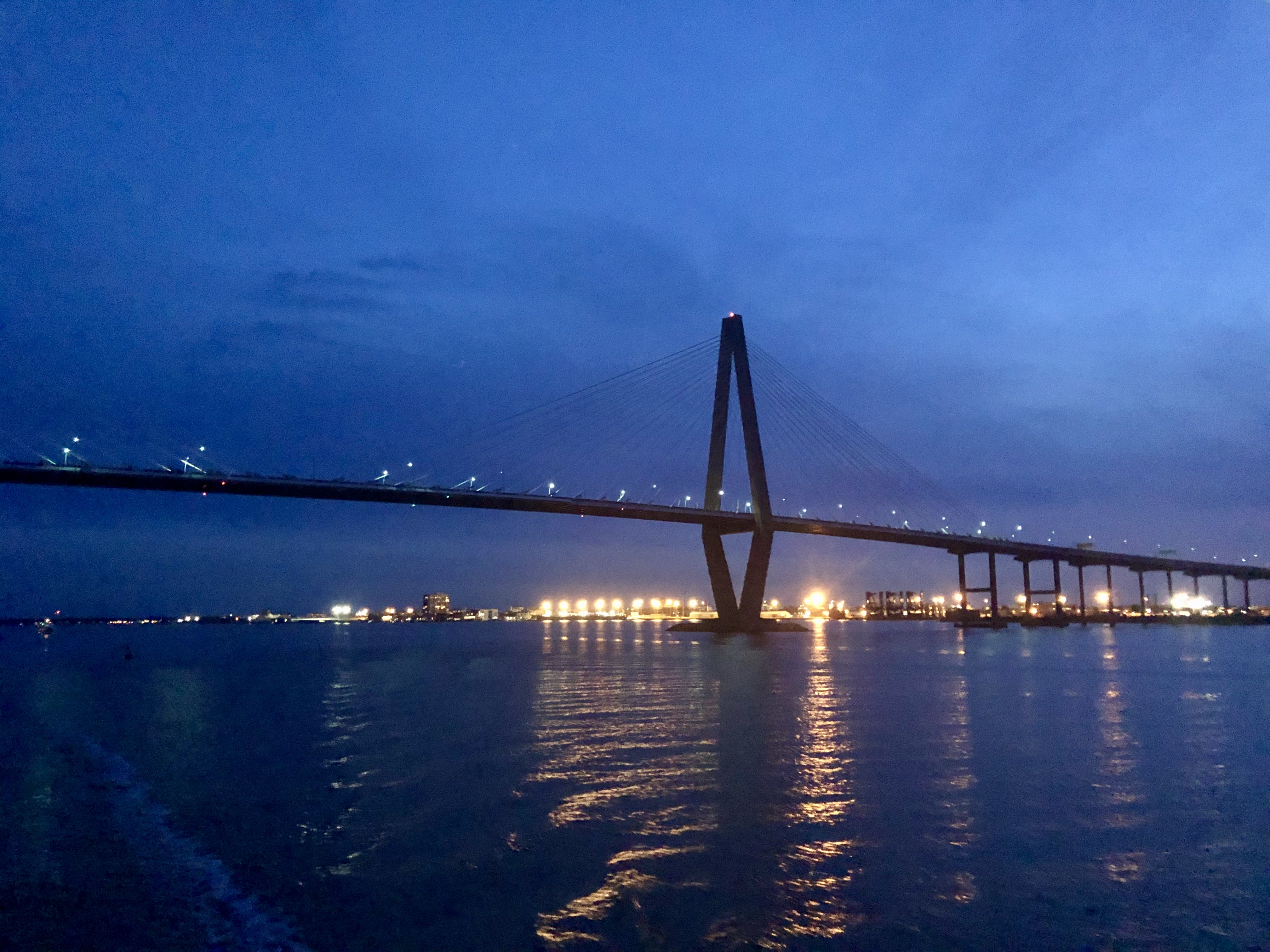
Arthur Ravenel Jr. Bridge

¹ 1980–2020: Volkszählungsergebnisse

## Politik

### Städtepartnerschaften
Charleston ist mit der italienischen Stadt Spoleto in Italien durch eine Städtepartnerschaft verbunden. Zudem besteht eine Städtefreundschaft zu Speightstown, Barbados (Charleston wurde nach dem Vorbild von Bridgetown errichtet).

## Wirtschaft und Infrastruktur

### Bildungseinrichtungen
In Charleston befinden sich unter anderem das College of Charleston und die Medical University of South Carolina. Auch das Militärcollege The Citadel hat dort seinen Sitz. Die Charleston Southern University befindet sich im nahe gelegenen North Charleston.

## Kultur und Sehenswürdigkeiten

### Historische Objekte

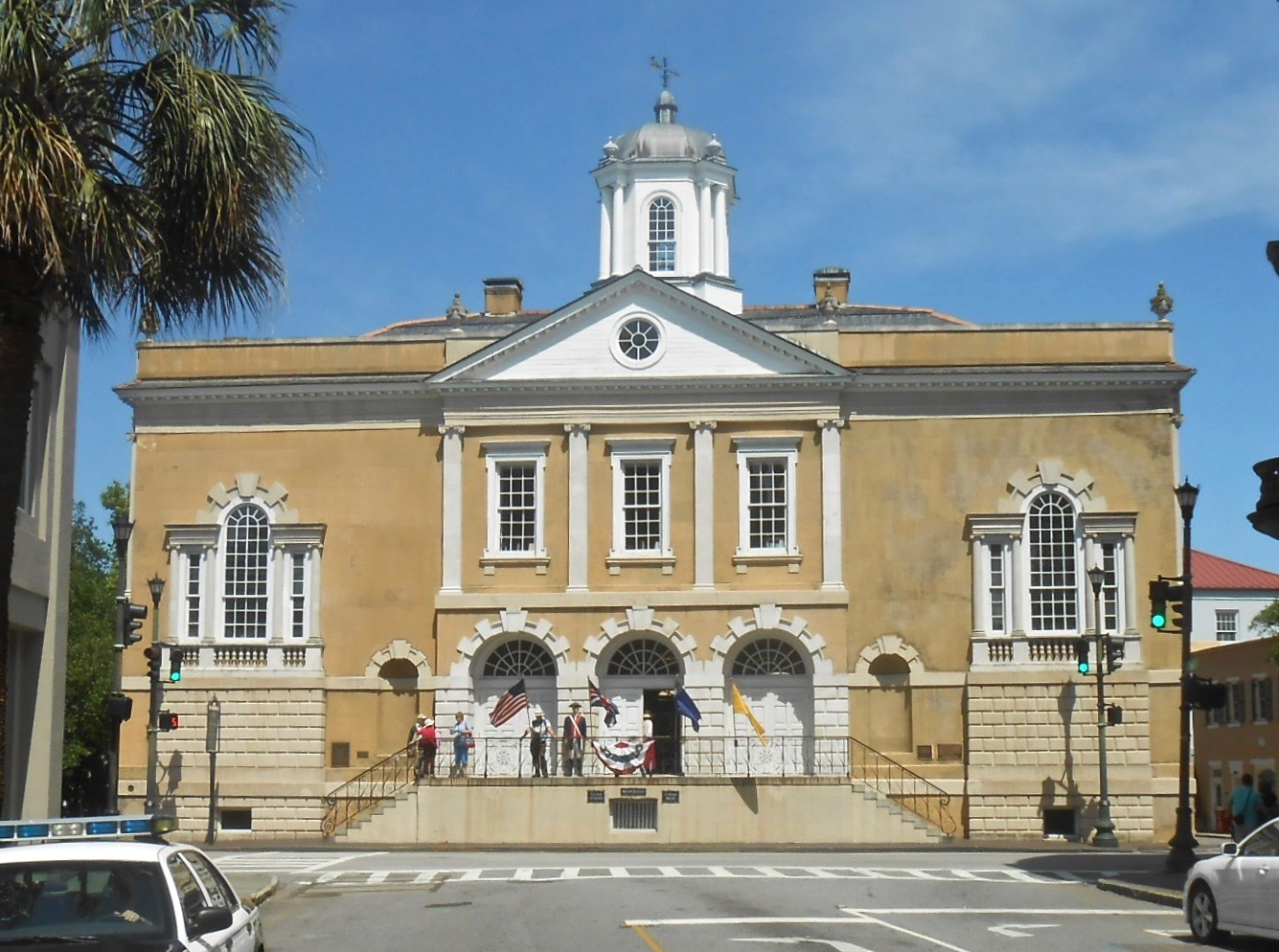
Old Exchange (Custom House)

- Das Old Exchange oder Custom House genannte Gebäude, auf das die Broad Street zuläuft, wurde 1767–1771 als britischer Amtssitz errichtet. Während der Amerikanischen Revolution tagte hier die Versammlung der Aufständischen der Province of South Carolina; auf der Außentreppe wurde 1776 die Unabhängigkeitserklärung der Vereinigten Staaten verlesen. 1791 wurde hier George Washington als erster amerikanischer Präsident empfangen.
- Das Rosa Haus (Pink House), heute ältestes Gebäude der Stadt, wurde ab 1694 aus Kalkstein errichtet, der aus Bermuda in die von Sumpfgebiet umgebene Stadt importiert wurde. In der Gründungszeit bestanden intensive Handelsbeziehungen mit der Karibik. Die bescheidene Gestalt des Siedlerhäuschens ähnelt den kurz zuvor entstandenen frühesten Häusern von Nieuw Amsterdam (später New York).
- Das College of Charleston (auch bekannt als C of C) wurde 1770 gegründet. Der Campus gilt als einer der schönsten in den Vereinigten Staaten.[5]
- Das Heyward-Washington House von 1772, heute Zweigstelle des Charleston Museums, war Wohnsitz des Gründervaters Thomas Heyward, der hier 1791 den Präsidenten George Washington beherbergte.
- Das Joseph Manigault House erbaute der Architekt Gabriel Manigault 1803 für seinen Bruder im Adamstil; heute Museum.
- In der Meeting Street 51 steht das Nathaniel Russell House,[6] 1808 als Wohnsitz eines reichen Sklavenhändlers erbaut, das heute zu besichtigen ist.
- Die Circular Congregational Church and Parish House auf Nummer 150 in der Meeting Street wurde 1890 errichtet.[7]
- Fort Sumter: Ort des Ausbruchs des Amerikanischen Bürgerkriegs

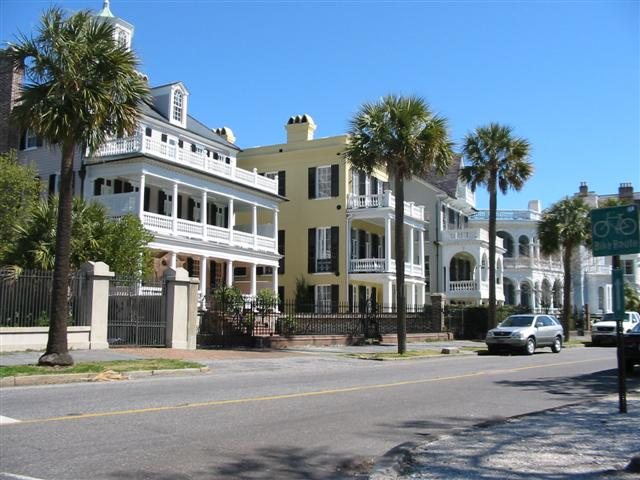
Kaufmannshäuser an der Battery
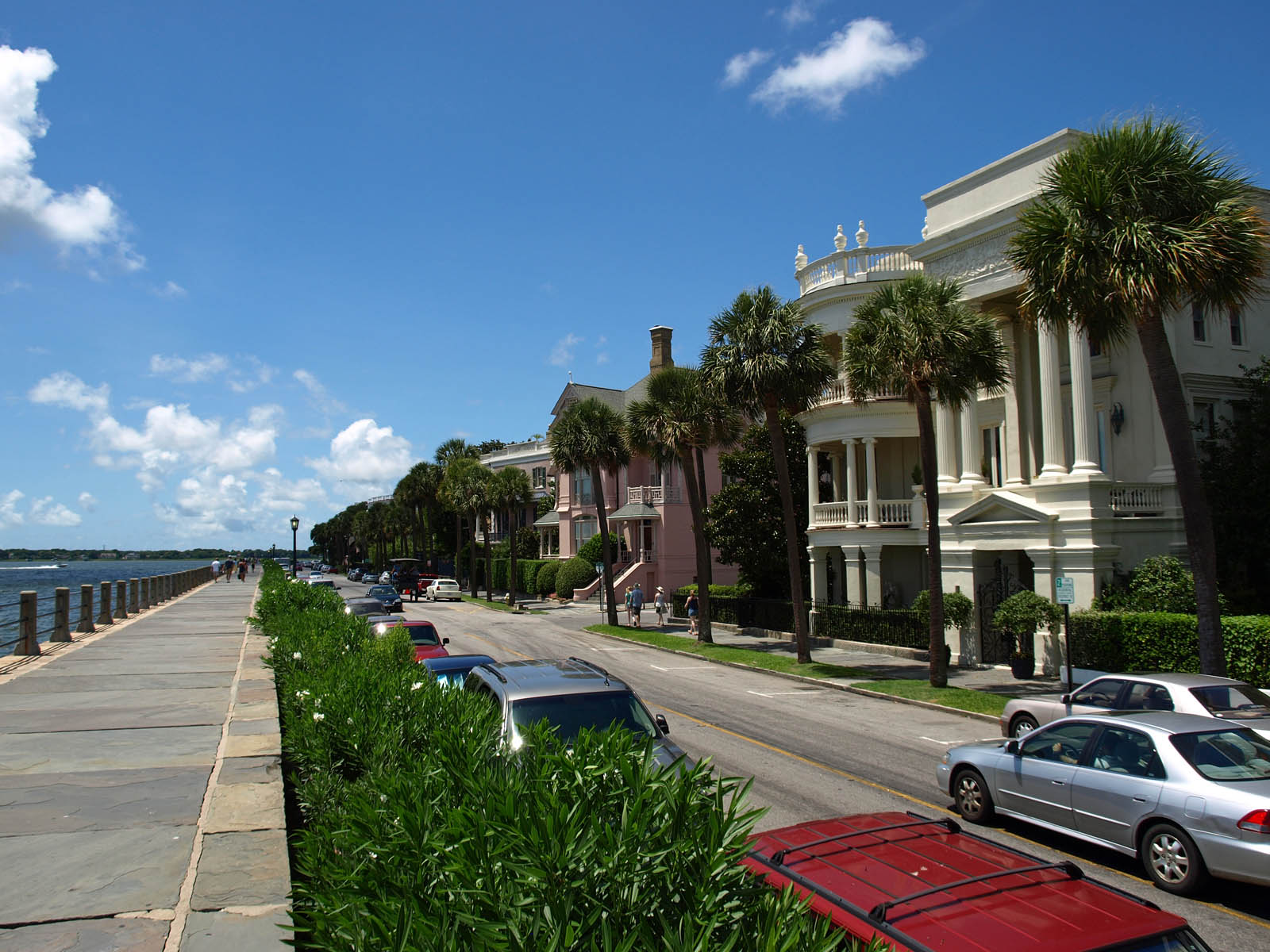
East Battery Street
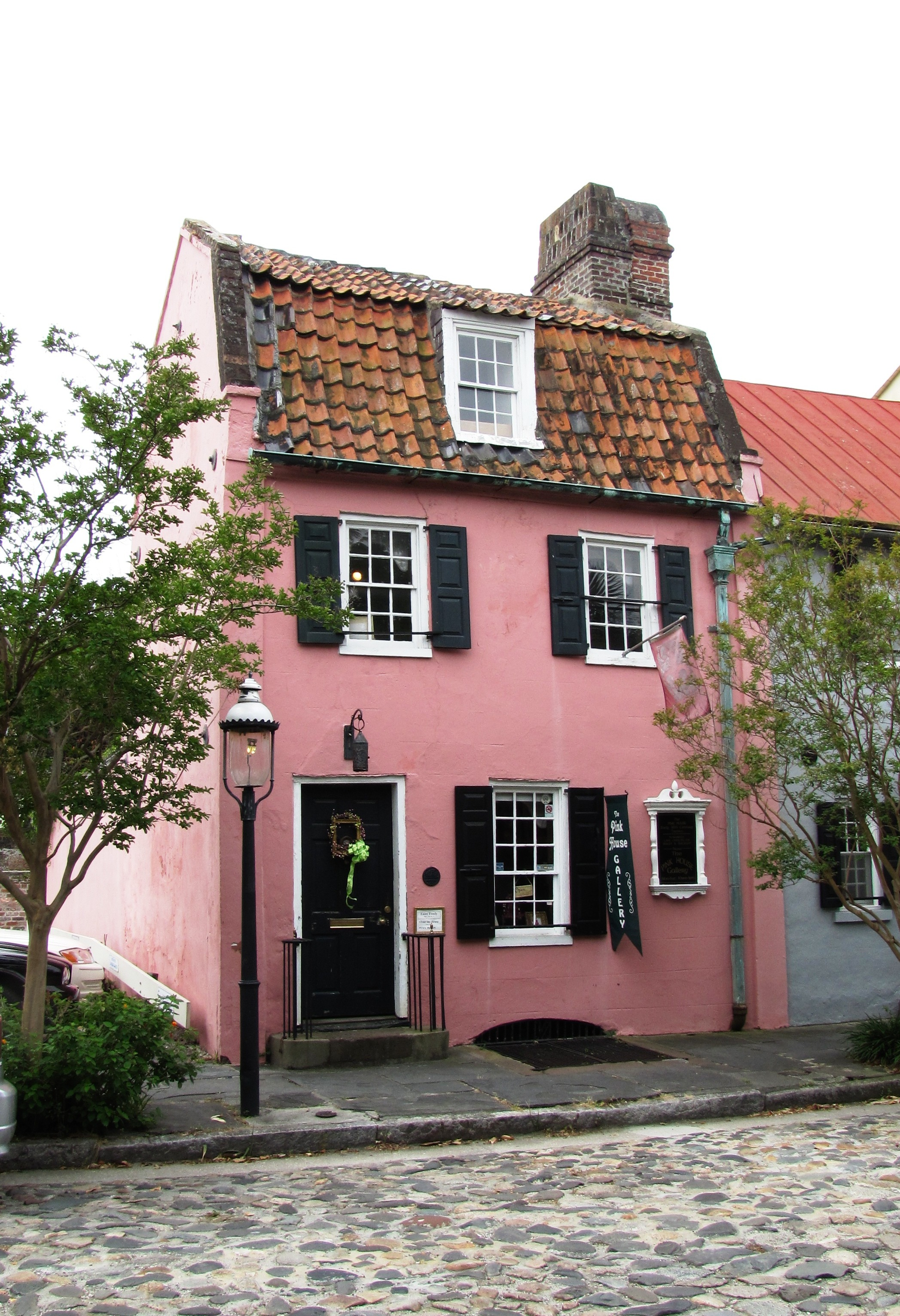
Rosa Haus von 1694
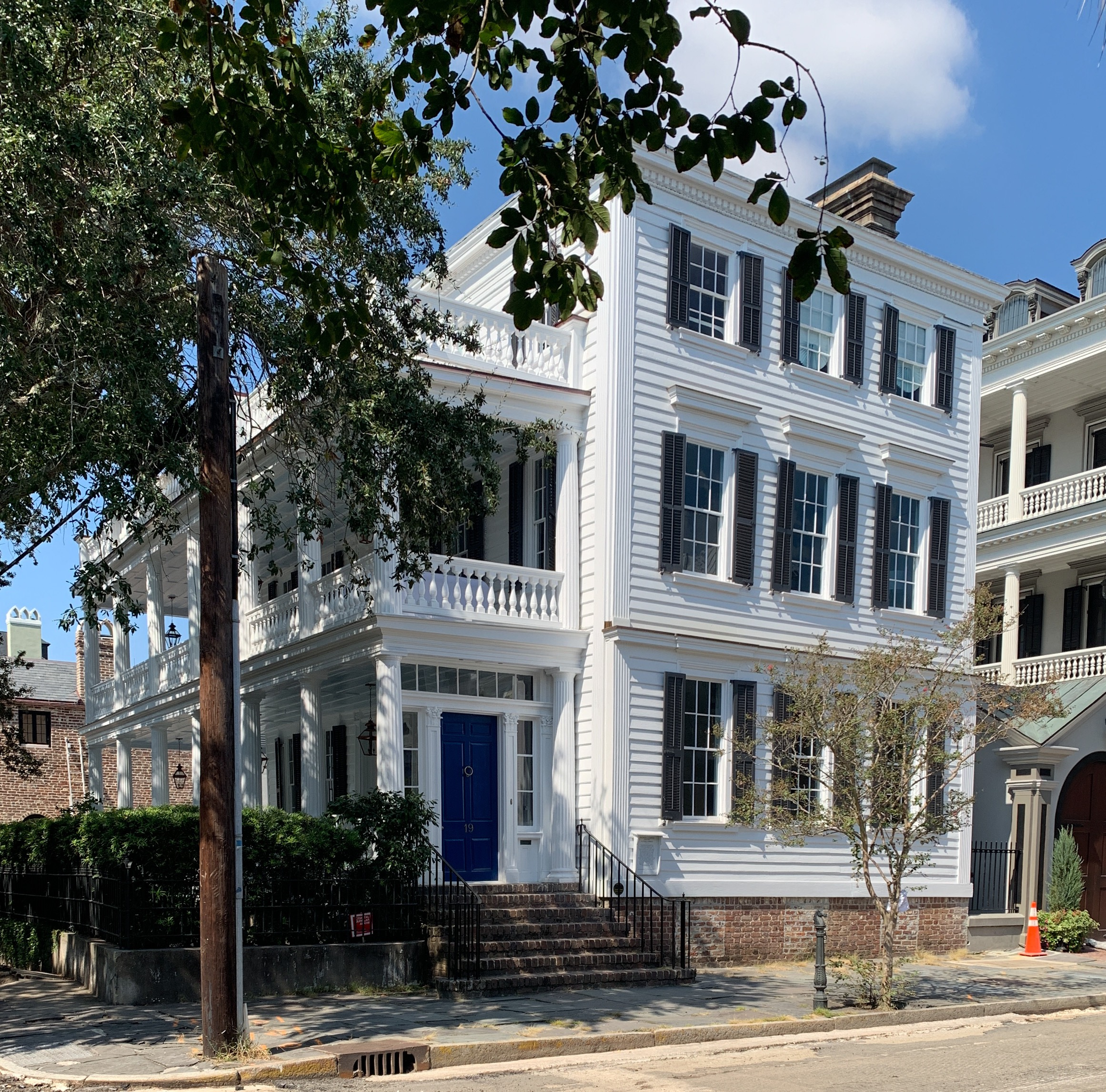
Thomas Lamboll House von 1739
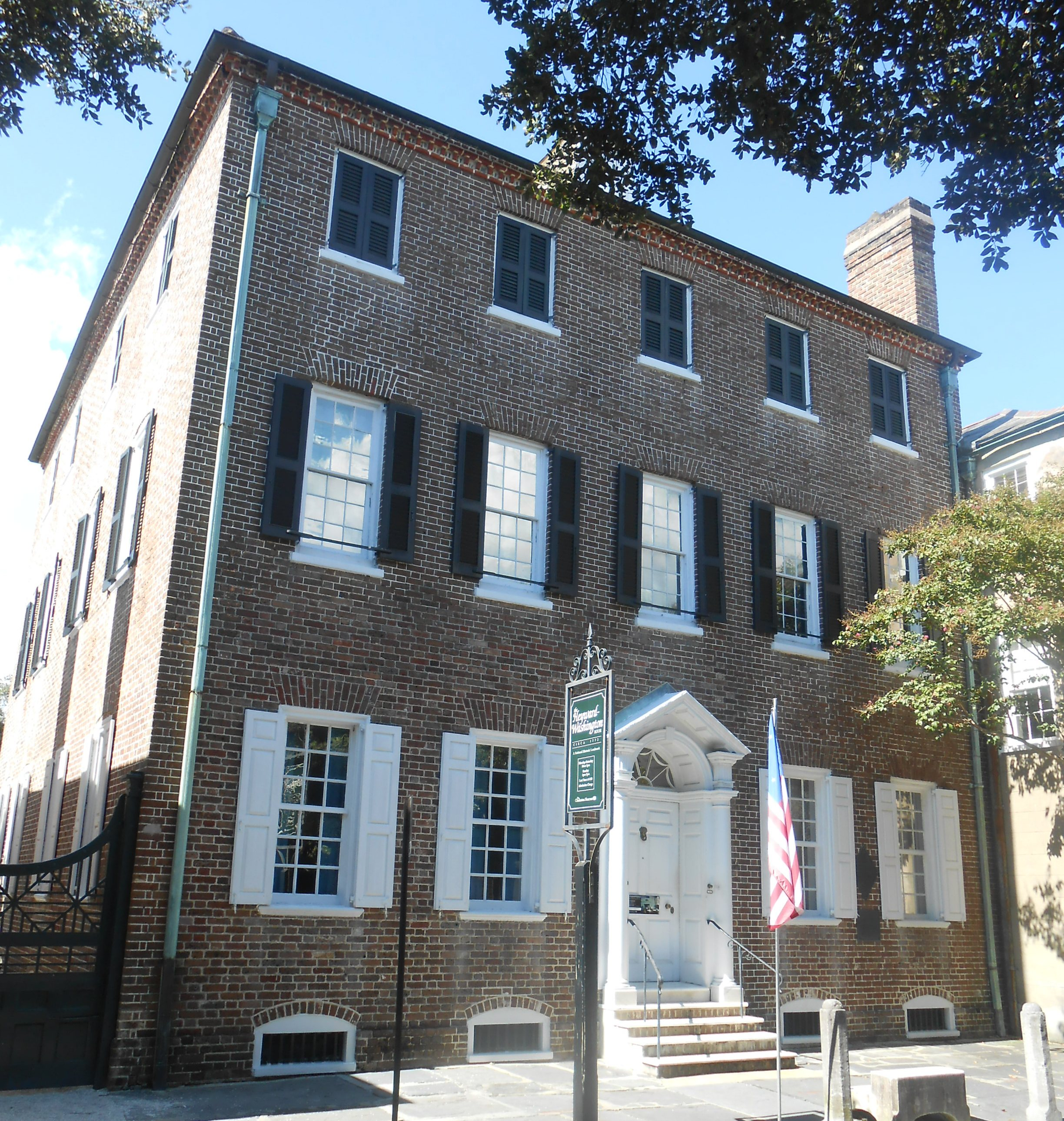
Heyward-Washington House von 1772
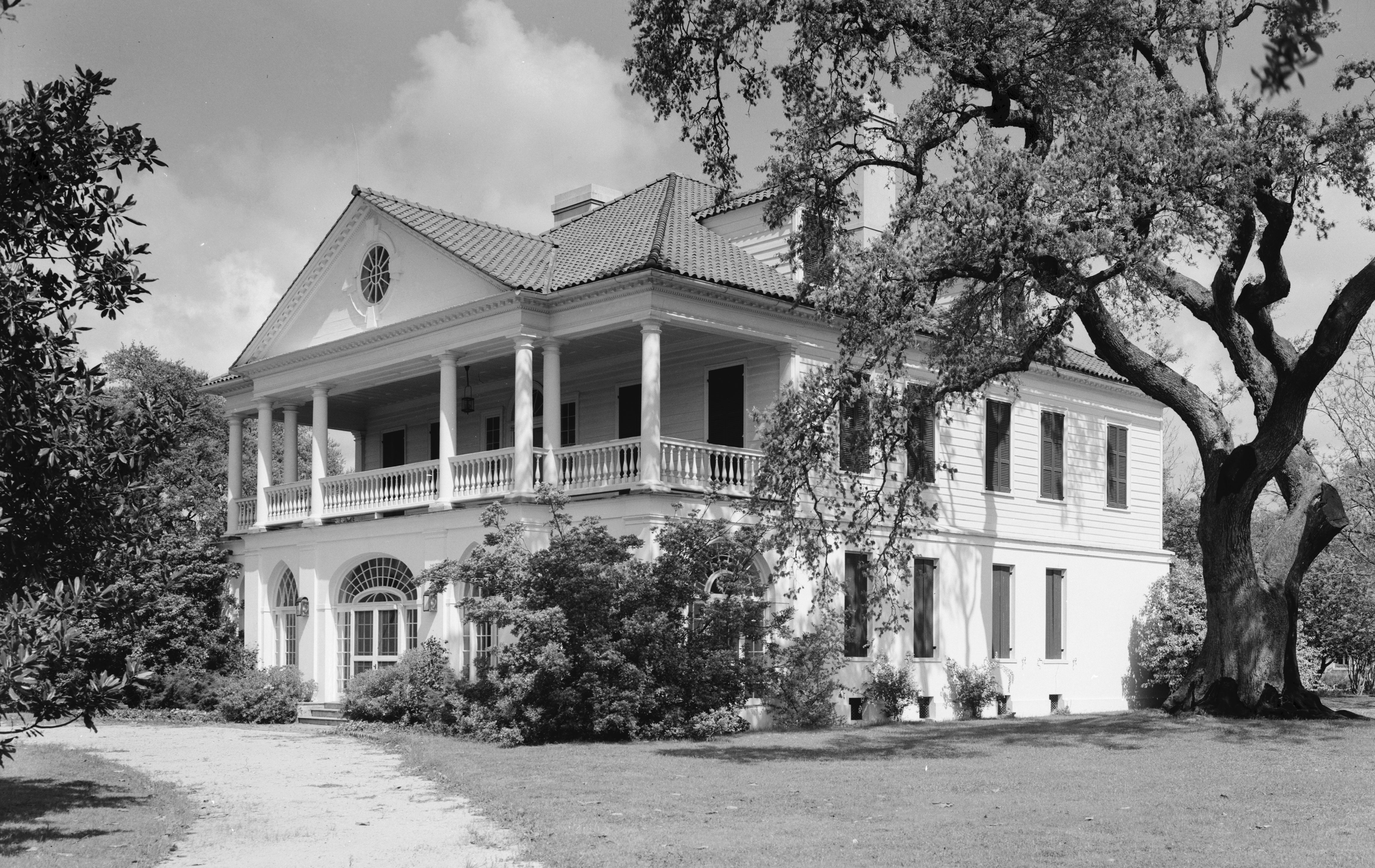
Lowndes Grove von 1786
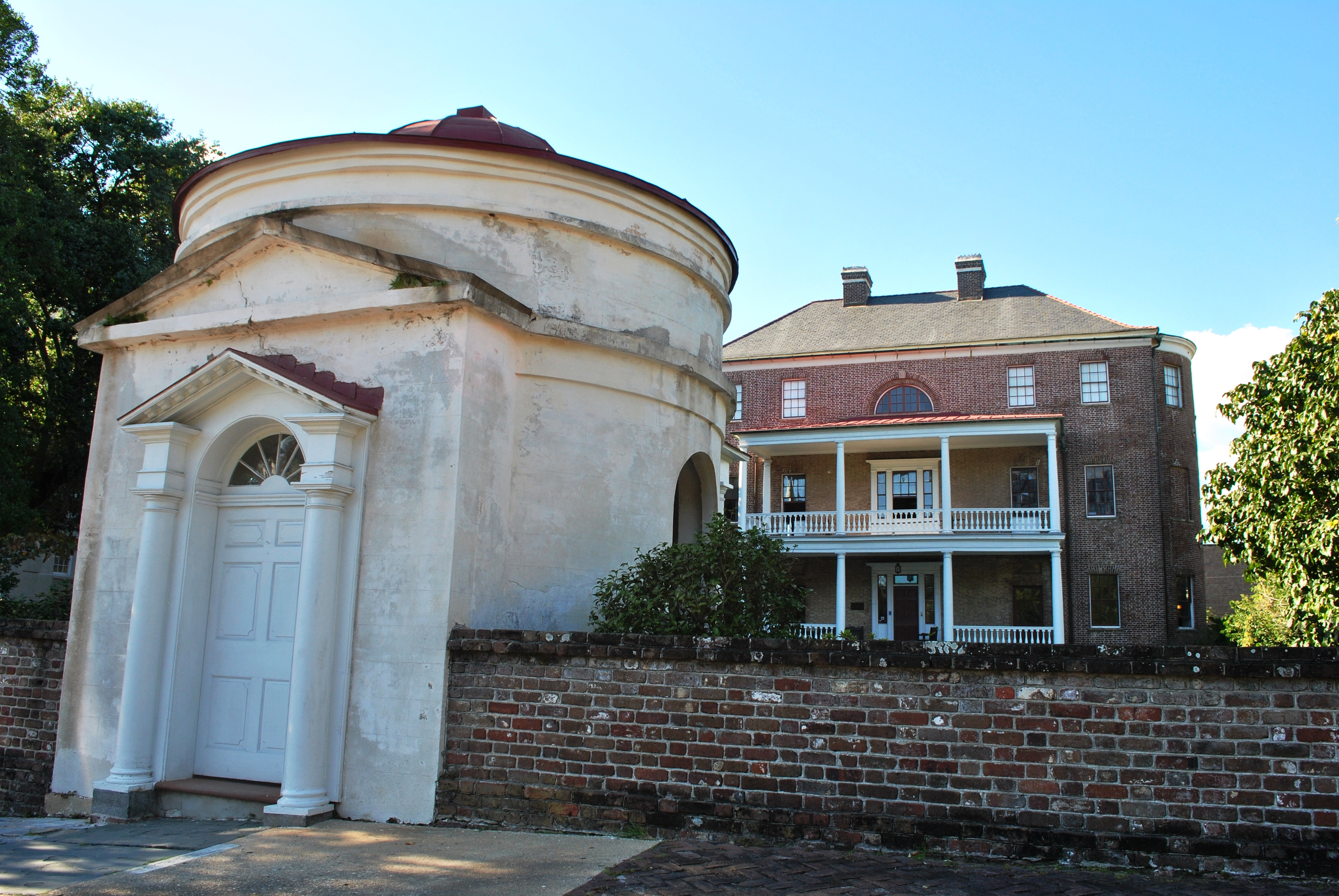
Joseph Manigault House von 1803
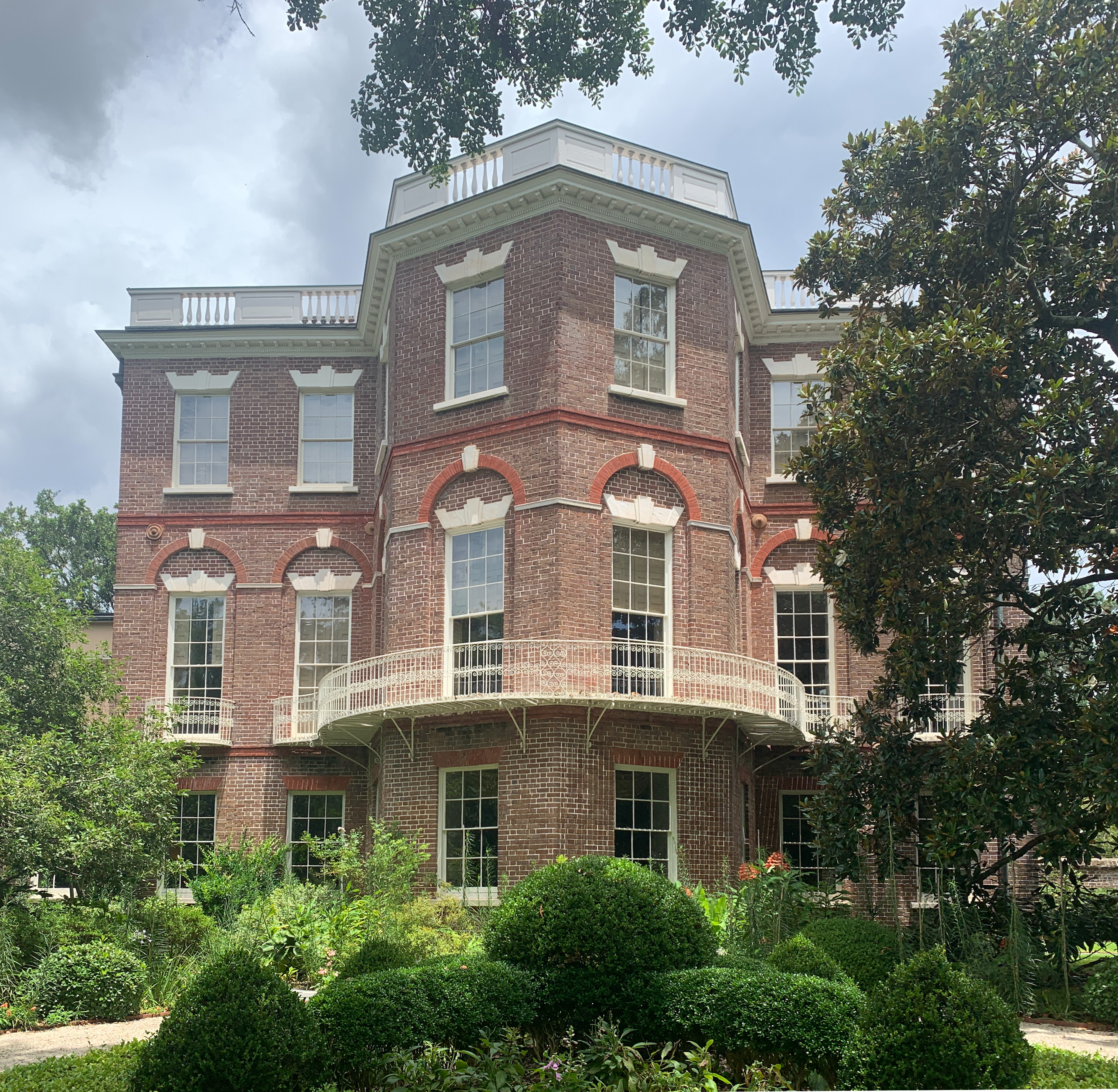
Nathaniel Russell House von 1808
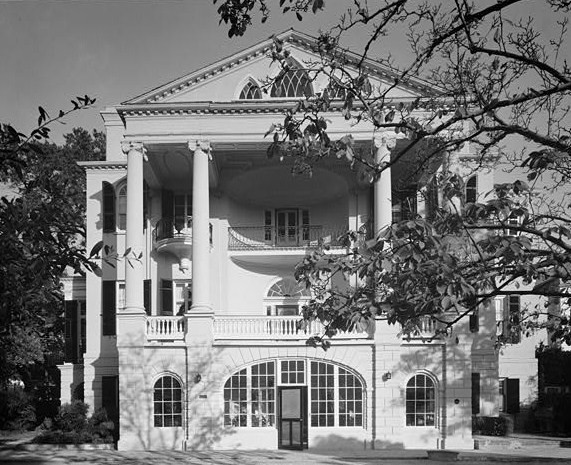
James Nicholson House von 1816
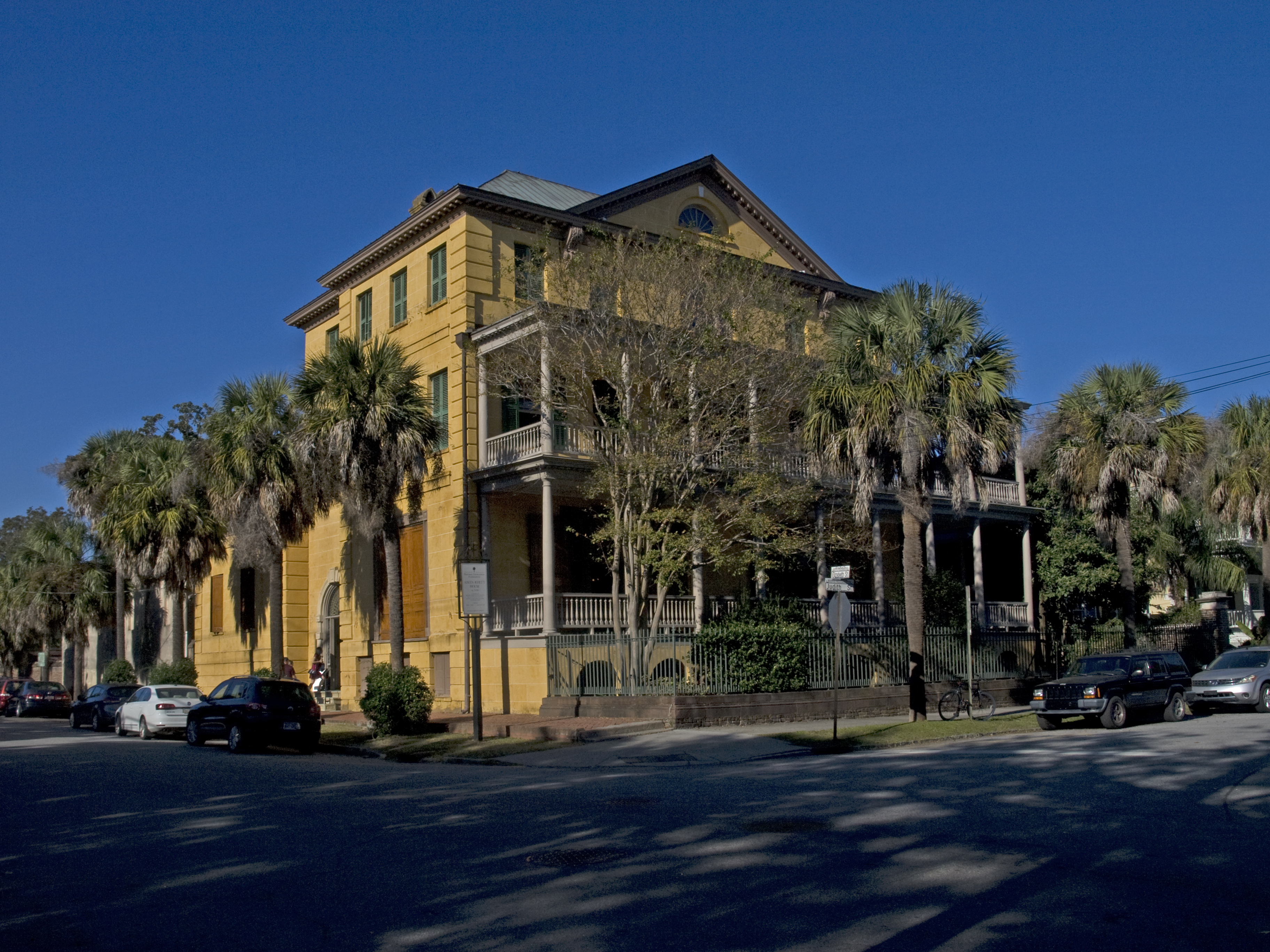
Das Elternhaus von Gouverneur William Aiken von 1820
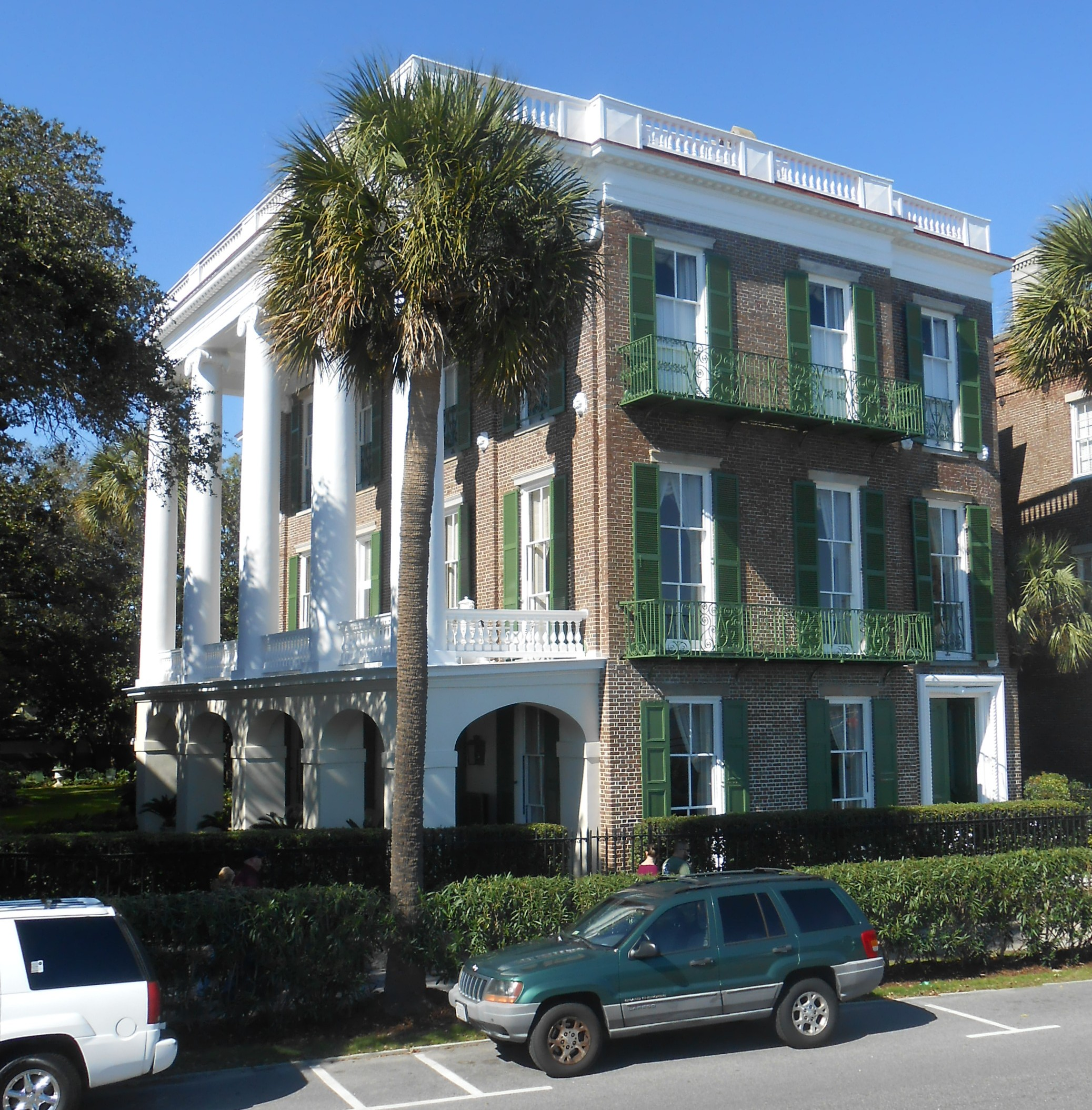
Robert William Roper House von 1838
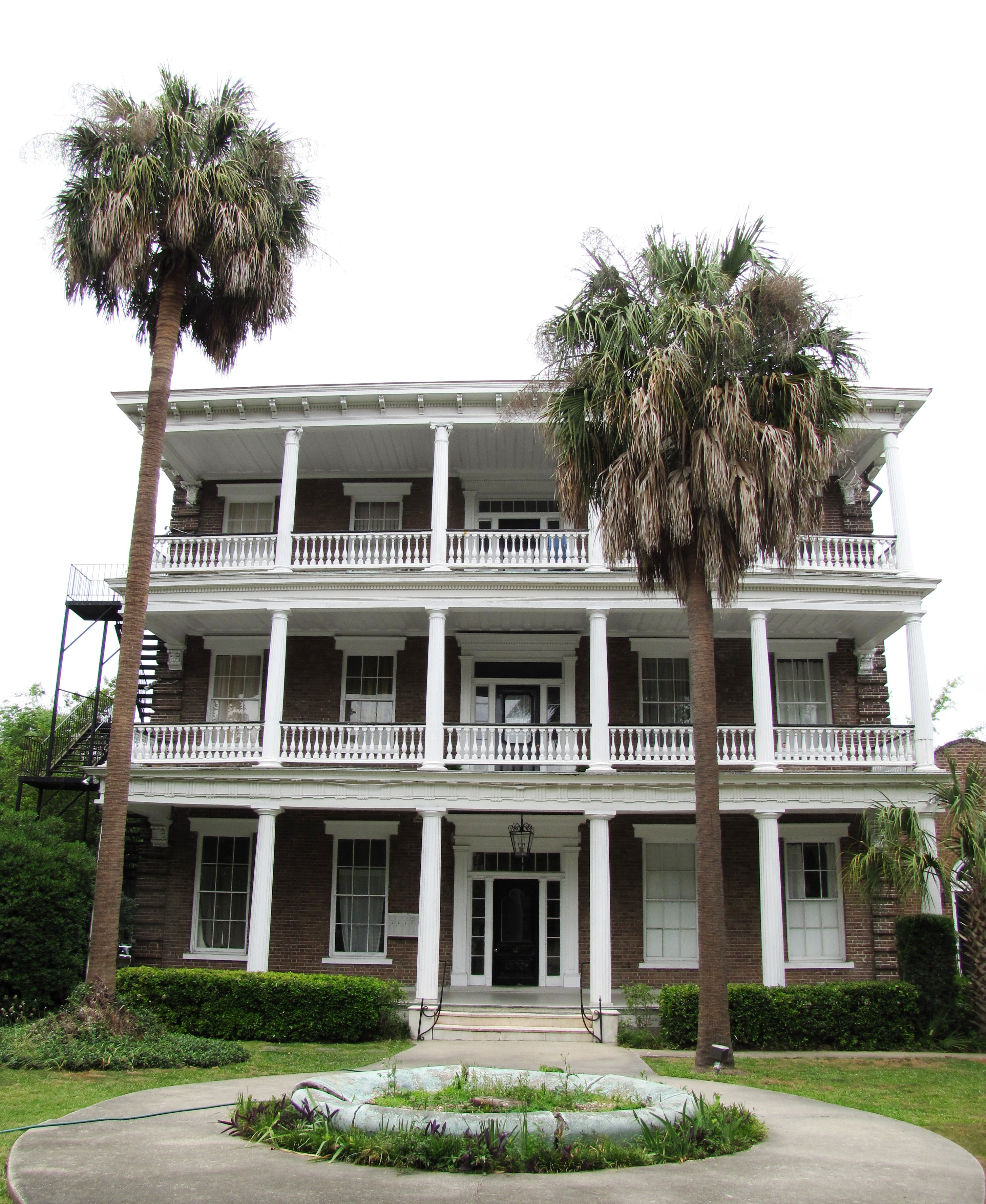
William Robb House um 1858
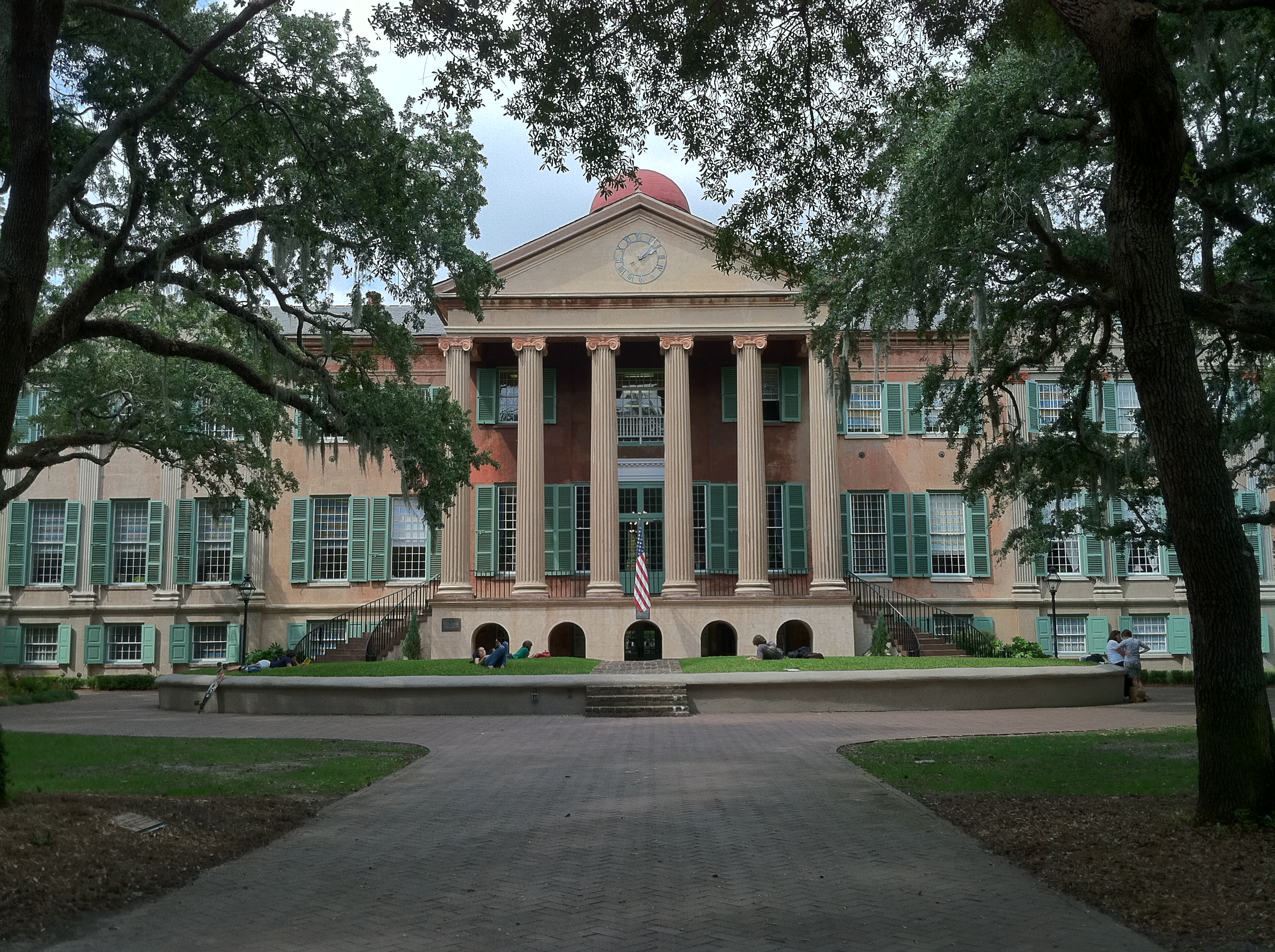
College of Charleston, Hauptgebäude
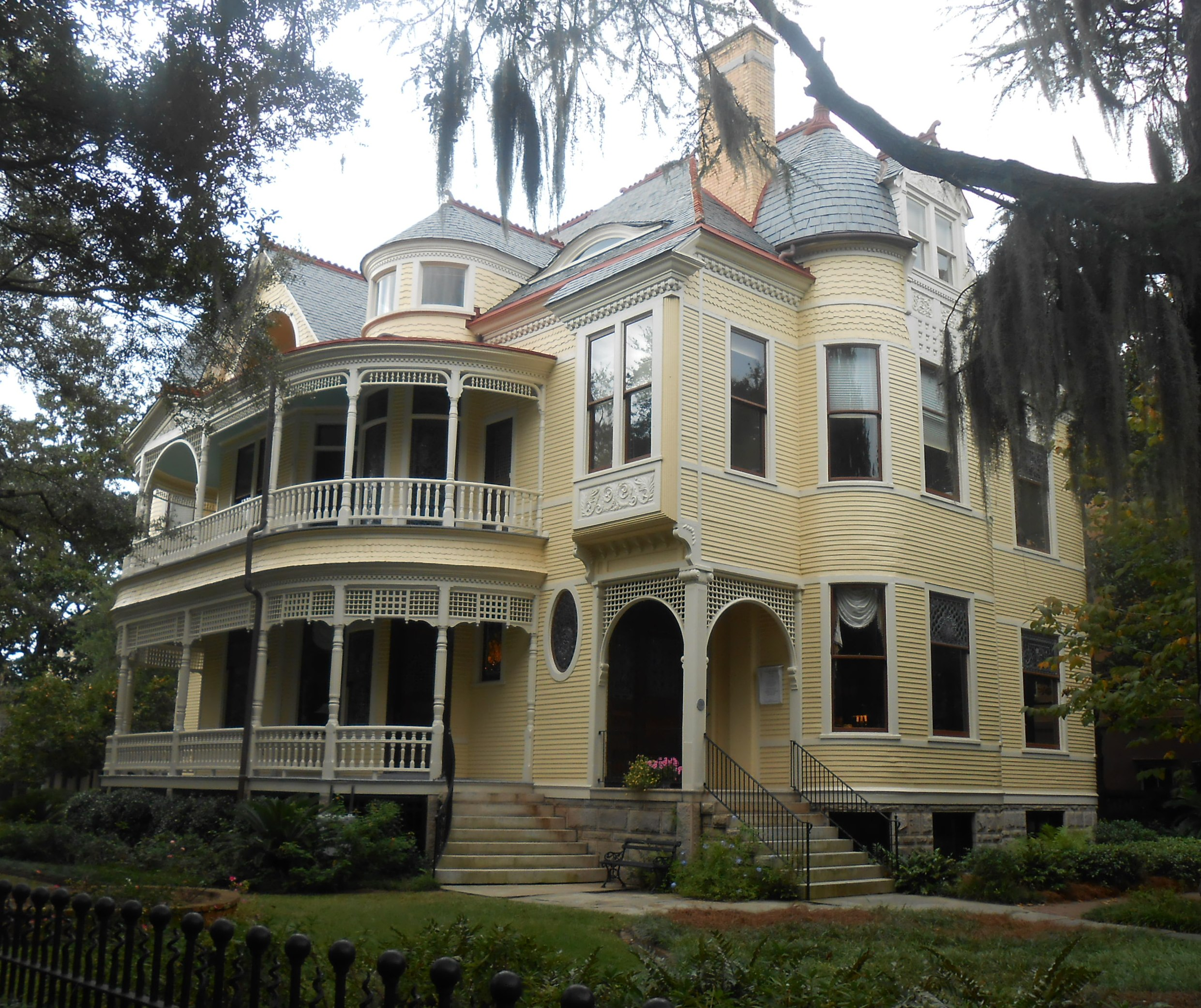
11 College Way
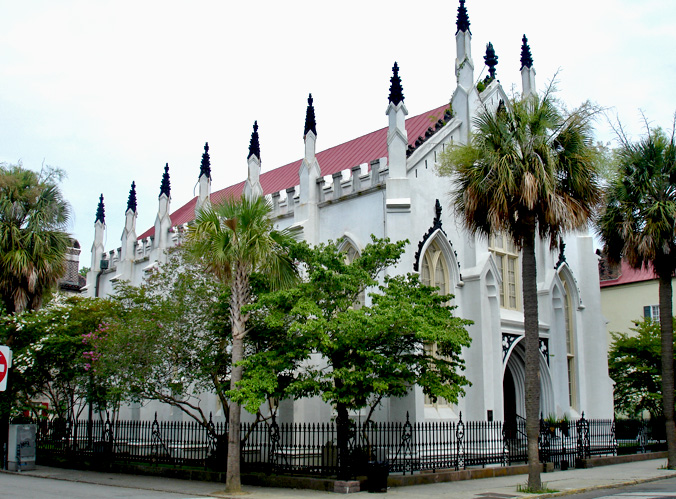
Hugenottenkirche
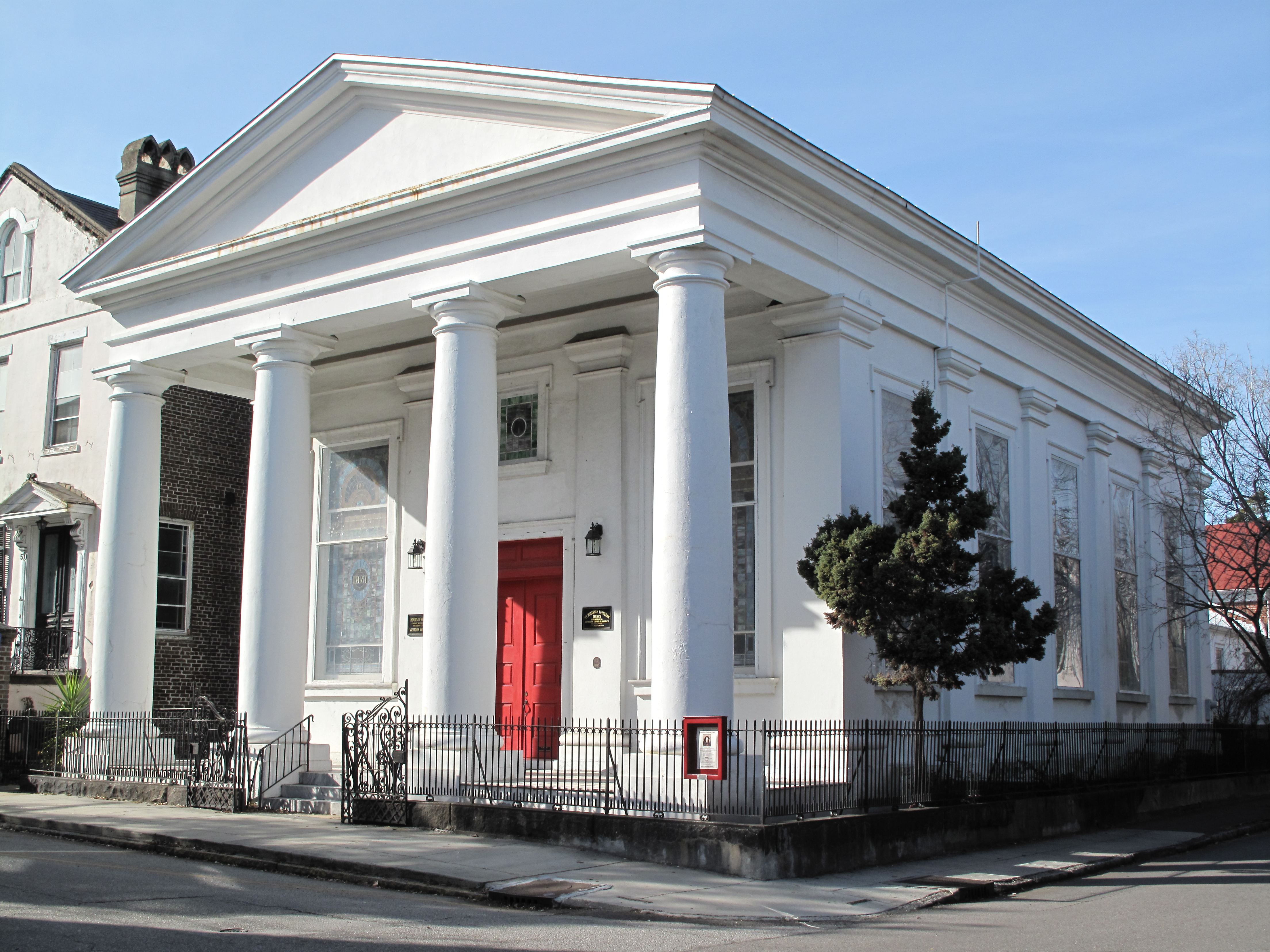
Deutsche Lutherische Kirche
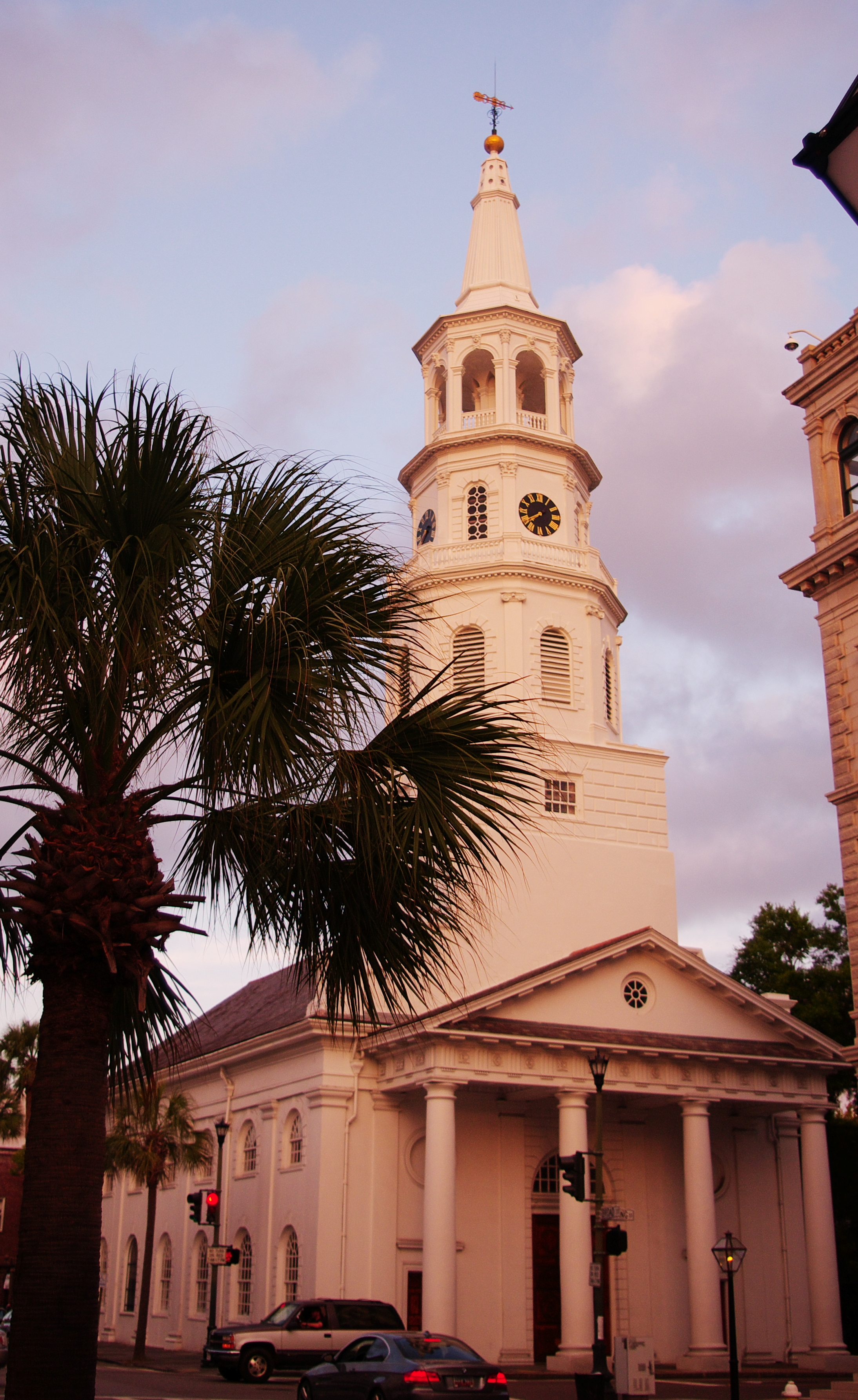
Episkopalkirche
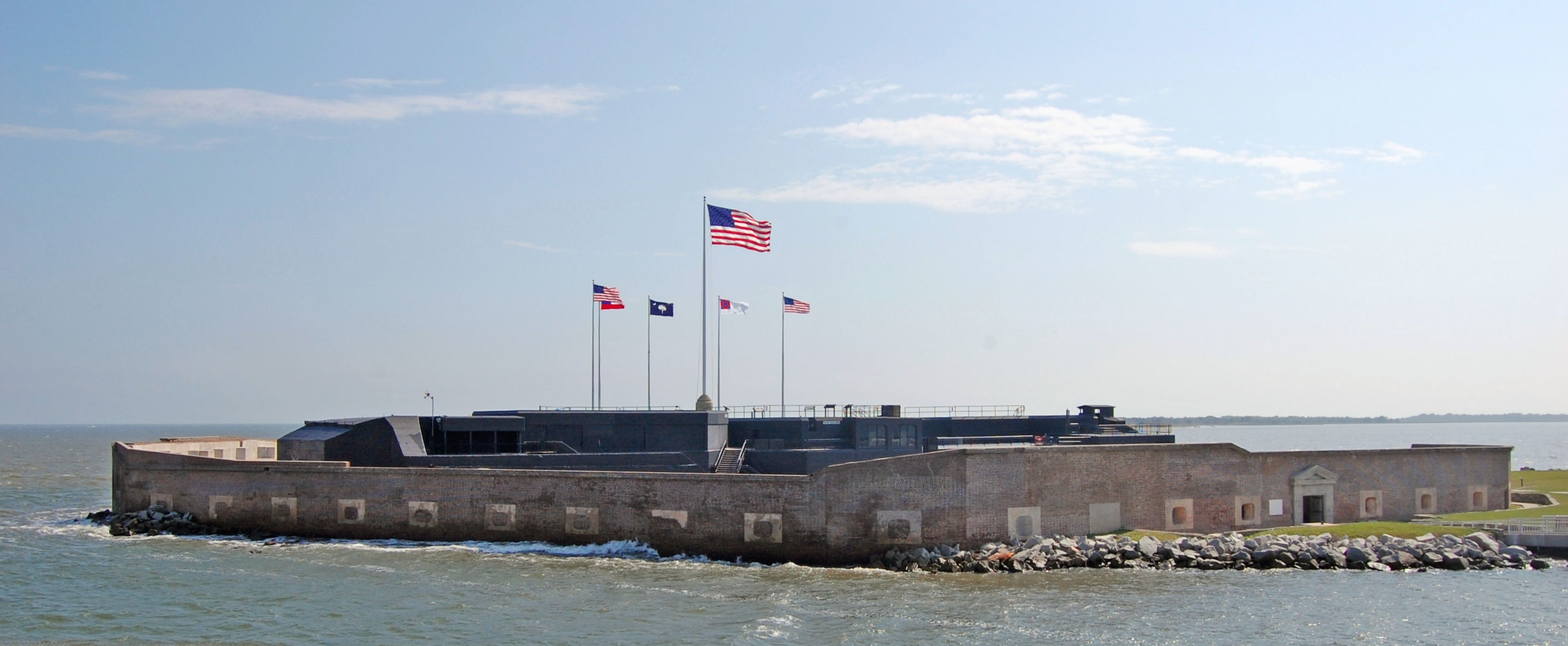
Fort Sumter

### Museen
- Charleston Museum, 1773 gegründet und damit das älteste Museum in Amerika
- Gibbes Museum of Art, 1905 gegründet, mit über 10.000 Kunstwerken mit Bezug zur Stadt und zu den Südstaaten
- Patriots Point Naval & Maritime Museum (mit Original-Kriegsschiffen, darunter der Flugzeugträger von 1943 Yorktown)[8]
- Old Exchange and Provost Dungeon
- International African American Museum
- Old Slave Mart Museum
- South Carolina Aquarium
- American Military Museum
- Fort Sumter National Monument, Fort Moultrie, Fort Dorchester
- Historische Häuser zu besichtigen: Nathaniel Russell House, Heyward-Washington House, Aiken-Rhett House, Joseph Manigault House, Edmondston-Alston House, Denmark Vesey House, South Carolina Historical Society (Fireproof Building), Charleston Library Society[9]
- Historische Plantation Homes: Drayton Hall (von 1738), Middleton Place (mit sehenswerten Gärten), McLeod Plantation Historic Site (Herrenhaus mit erhaltenen Wohnhäuschen der Sklaven), Charles Pinckney National Historic Site (in Mount Pleasant), Hampton Plantation State Historic Site[9], Boone Hall Plantation & Gardens[10]

### Sehenswerte Orte
- White Point Gardens (The Battery)
- Waterfront Park
- King Street, Meeting Street und Church Street sowie Querstraßen (mit zahlreichen historischen Häusern)
- The College of Charleston
- The Historic Dock Street Theatre
- The Powder Magazine
- Magnolia Cemetery
- Morris Island Lighthouse

## Persönlichkeiten

### Persönlichkeiten mit Bezug zur Stadt

#### 1681–1900
- William Bull (1683–1755), Kolonialgouverneur der Province of South Carolina
- Mark Catesby (1683–1749), englischer Naturhistoriker
- Martha Daniell Logan (1704–1779), Botanikerin und Autorin
- John Rutledge (1739–1800), Jurist und Politiker; arbeitete als Anwalt in Charleston
- Richard Hutson (1748–1795), Politiker; von 1783 bis 1784 der erste Bürgermeister der Stadt Charleston
- Arnoldus Vanderhorst (1748–1815), Politiker und von 1785 und 1791 Bürgermeister von Charleston
- Thomas Dale (1749–1816), britischer Arzt
- John Laurens (1754–1782), Soldat im Unabhängigkeitskrieg und bekannt für seine Kritik gegenüber der Sklaverei
- Denmark Vesey (1767–1822), afroamerikanischer Sklave und Freiheitskämpfer; arbeitete als Haussklave in Charleston
- John England (1786–1842), römisch-katholischer Bischof von Charleston (1820–1842)
- Robert Young Hayne (1791–1839), Politiker und von 1835 bis 1837 Bürgermeister von Charleston
- Sarah Moore Grimké (1792–1873), Abolitionistin, Schriftstellerin, Bürgerrechtlerin und Feministin, aufgewachsen in Charleston
- Ignatius Aloysius Reynolds (1798–1855), römisch-katholischer Bischof von Charleston (1843–1855)
- Christopher Gustavus Memminger (1803–1888), konföderierter Offizier und Politiker; Anwalt in Charleston
- Angelina Emily Grimké (1805–1879), Abolitionistin, Schriftstellerin, Bürgerrechtlerin und Feministin, aufgewachsen in Charleston
- Patrick Neeson Lynch (1817–1882), römisch-katholischer Bischof von Charleston (1857–1882)
- Robert Smalls (1839–1915), Politiker; arbeitete er im Hafen von Charleston
- William Thomas Russell (1863–1927), römisch-katholischer Bischof von Charleston (1916–1927)
- Robert C. Richardson (1882–1954), Generalleutnant der United States Army
- Albert E. Brown (1889–1984), Generalmajor der United States Army
- Emmet Michael Walsh (1892–1968), römisch-katholischer Bischof von Charleston (1927–1949)
- John Joyce Russell (1897–1993), römisch-katholischer Bischof von Charleston (1950–1958)

#### 1901–2000
- Geechie Fields (1904–unbekannt), Jazzmusiker; wuchs ab 1915 im Jenkins-Waisenhaus in Charleston auf
- Frank Bunker Gilbreth Jr. (1911–2001), Journalist und Schriftsteller; lebte und arbeitete in Charleston
- Paul John Hallinan (1911–1968), römisch-katholischer Bischof von Charleston (1958–1962)
- Francis Frederick Reh (1911–1994), römisch-katholischer Bischof von Charleston (1962–1964)
- Alicia Rhett (1915–2014), Schauspielerin; lebte und starb in Charleston
- Ernest Leo Unterkoefler (1917–1993), römisch-katholischer Bischof von Charleston (1964–1990)
- David Bernard Thompson (1923–2013), römisch-katholischer Bischof von Charleston (1990–1999)
- James Jamerson (1936–1983), Bassist
- Robert Joseph Baker (* 1944), römisch-katholischer Bischof von Charleston (1999–2007)
- Reynold Scott (1944–2018), Jazzmusiker
- Robert Guglielmone (* 1945), römisch-katholischer Bischof von Charleston (seit 2009)
- Stephen Colbert (* 1964), Comedian
- Tilky Jones (* 1981), Schauspieler und Musiker

## Klimatabelle
Das warme Südstaaten-Klima führt oft schon im April zu hochsommerlichen Temperaturen, wenn die Blüte des Carolina-Jasmin die Stadt in eine Duftwolke hüllt.
|                       | Jan  | Feb  | Mär   | Apr  | Mai   | Jun   | Jul   | Aug   | Sep   | Okt  | Nov  | Dez  |   |         |
| Mittl. Tagesmax. (°C) | 14,3 | 16,1 | 20,3  | 24,3 | 28,2  | 30,9  | 32,3  | 31,7  | 29,4  | 25,1 | 20,8 | 16,4 | ⌀ | 24,2    |
| Mittl. Tagesmin. (°C) | 3,2  | 4,4  | 8,6   | 12,2 | 17,2  | 20,6  | 22,6  | 22,3  | 19,9  | 13,5 | 8,4  | 4,8  | ⌀ | 13,2    |
|                       |      |      |       |      |       |       |       |       |       |      |      |      |   |         |
| Niederschlag (mm)     | 87,6 | 83,8 | 110,2 | 67,8 | 101,9 | 163,3 | 173,7 | 183,4 | 120,1 | 73,7 | 63,2 | 80,0 | Σ | 1.308,7 |
|                       |      |      |       |      |       |       |       |       |       |      |      |      |   |         |
| Sonnenstunden (h/d)   | 5,8  | 6,6  | 7,9   | 9,2  | 9,5   | 9,3   | 9,3   | 8,3   | 7,3   | 7,2  | 6,3  | 5,5  | ⌀ | 7,7     |
|                       |      |      |       |      |       |       |       |       |       |      |      |      |   |         |
| Regentage (d)         | 8,3  | 7,3  | 8,0   | 5,7  | 7,4   | 9,4   | 10,5  | 11,1  | 7,5   | 4,7  | 5,4  | 7,2  | Σ | 92,5    |
|                       |      |      |       |      |       |       |       |       |       |      |      |      |   |         |
| Wassertemperatur (°C) | 11   | 11   | 14    | 19   | 23    | 27    | 29    | 29    | 27    | 22   | 17   | 12   | ⌀ | 20,1    |
|                       |      |      |       |      |       |       |       |       |       |      |      |      |   |         |
| Luftfeuchtigkeit (%)  | 70   | 67   | 68    | 68   | 73    | 75    | 77    | 79    | 78    | 74   | 73   | 72   | ⌀ | 72,9    |

| 3,2 |

| 4,4 |

| 8,6 |

| 12,2 |

| 17,2 |

| 20,6 |

| 22,6 |

| 22,3 |

| 19,9 |

| 13,5 |

| 8,4 |

| 4,8 |

| 3,2 |

| 4,4 |

| 8,6 |

| 12,2 |

| 17,2 |

| 20,6 |

| 22,6 |

| 22,3 |

| 19,9 |

| 13,5 |

| 8,4 |

| 4,8 |